# Walter Schmidt (athlétisme)
Pour les articles homonymes, voir Walter Schmidt et Schmidt.
Walter Schmidt  (né le 7 août 1948 à Lahr/Schwarzwald) est un athlète allemand spécialiste du lancer du marteau. Concourant sous les couleurs de la République démocratique allemande dans les années 1970, il améliore à deux reprises le record du monde de la discipline.

## Biographie
Le 4 septembre 1971 à Lahr/Schwarzwald, Walter Schmidt établit un nouveau record du monde du lancer du marteau avec un jet à 76,40 m, améliorant de plus d'un mètre l'ancienne meilleure marque mondiale établie en 1969 par le Soviétique Anatoliy Bondarchuk.
Schmidt établit un second record mondial le 14 août 1975 à Francfort en atteignant la marque de 79,30 m, soit 80 centimètres de mieux que la performance de son compatriote Karl-Hans Riehm réalisé lors de cette même saison [2].
Il se classe cinquième des Jeux olympiques de 1976 avec 74,72 m.

## Palmarès
| Date | Compétition           | Lieu     | Résultat | Temps   |
| ---- | --------------------- | -------- | -------- | ------- |
| 1971 | Championnats d'Europe | Helsinki | 5e       | 70,54 m |
| 1976 | Jeux olympiques       | Montréal | 5e       | 74,72 m |

## Records
| Épreuve           | Performance | Lieu      | Date         |
| ----------------- | ----------- | --------- | ------------ |
| Lancer du marteau | 79,30 m     | Francfort | 14 août 1975 |